# Micoló
Micoló és una localitat de São Tomé i Príncipe. Es troba al districte de Lobata, al nord de l'illa de São Tomé. La seva població és de 1.008 (2008 est.). L'etimologia del seu nom és d'origen angolès (potser: Mikolo). Està situat a la costa, entre Rio do Ouro i la platja, Ilhéu das Cabras es troba a 1-2 km al nord-est. Limita al sud-oest amb Conde.

## Evolució de la població
| 2001 | 2008  |
| 884  | 1.008 |